# 7498 Blaník
7498 Blaník è un asteroide della fascia principale. Scoperto nel 1996, presenta un'orbita caratterizzata da un semiasse maggiore pari a 3,1761256 UA e da un'eccentricità di 0,0201138, inclinata di 20,79443° rispetto all'eclittica.